# Liste de points extrêmes de la Géorgie

Carte de la Géorgie

Voici une liste de points extrêmes de la Géorgie.

## Latitude et longitude

### Avec l'abkhazieet l'Ossétie du Sud-Alanie
- Nord : Aibgha, Gouvernement de la République autonome d'Abkhazie (43° 35′ 11″ N, 40° 14′ 32″ E)
- Sud : Parc national de Vachlovani, Kakhétie (41° 03′ 21″ N, 46° 29′ 38″ E)
- Ouest : Leselidze, Gouvernement de la République autonome d'Abkhazie (43° 23′ 25″ N, 40° 00′ 29″ E)
- Est : Parc national de Vachlovani, Kakhétie (41° 17′ 06″ N, 46° 44′ 10″ E)

### Sans l'abkhazieet l'Ossétie du Sud-Alanie
- Nord : Parc national de Zemo Svaneti, Mingrélie-et-Haute-Svanétie (43° 15′ 24″ N, 42° 24′ 49″ E)
- Sud : Parc national de Vachlovani, Kakhétie (41° 03′ 21″ N, 46° 29′ 38″ E)
- Ouest : Anaklia, Mingrélie-Haute Svanétie (42° 23′ 26″ N, 41° 33′ 35″ E) / Sarpi, Adjarie (41° 31′ 16″ N, 41° 32′ 50″ E)
- Est : Parc national de Vachlovani, Kakhétie (41° 17′ 06″ N, 46° 44′ 10″ E)

## Altitude
- Maximale : Chkhara, 5 193 m (43° 00′ 01″ N, 43° 06′ 44″ E)
- Minimale : mer Noire, 0 m